# Proairesi
La proairesi è un concetto filosofico che ha un rilievo centrale nella filosofia di Aristotele e in quella di Epitteto.

## Storia
Il sostantivo greco προαίρεσις (prohaíresis) e i suoi derivati sono poco attestati prima della metà del IV secolo a.C., e anche nella seconda metà di tale secolo sono usati raramente dagli autori greci.
Il termine non compare negli scritti di Lisia (450-380 a.C.) né in quelli di Andocide (440-390 a.C.), ed è usato soltanto quattro volte da Isocrate (436-338 a.C.). Senofonte (430-354 a.C.) non lo utilizza mai; Platone (429-348 a.C.) lo impiega una volta soltanto, mentre esso non compare in nessun testo di Iseo (415-344 a.C.). Licurgo (396-325 a.C.) lo usa due volte; Iperide (390-322 a.C.) ed Eschine (390-315 a.C.) entrambi tre volte; Demostene (385-322 a.C.) alcune decine di volte, ma di nuovo non compare in alcun testo di Dinarco (361-291 a.C.).
In tutti gli autori citati, il termine prohaíresis esprime sempre l'"interesse personale", l'"intenzionalità", il "deliberato proposito", la "premeditazione" delle azioni di un soggetto.

## Aristotele e laproairesi
Aristotele è il primo filosofo ad avere introdotto la proairesi nel linguaggio filosofico. Il termine e i suoi derivati compaiono almeno 105 volte nell'Etica Nicomachea, 94 volte nell'Etica Eudemia e 50 volte nei Magna Moralia.
L'uso aristotelico è di difficile comprensione e ha sempre lasciato intorno a sé molta incertezza, poiché si presenta con una molteplicità di determinazioni polivalenti e in parte contraddittorie. Lo Stagirita, definisce la prohaíresis come:
- il "volontario preceduto da una deliberazione" (probebouleuménon), oppure
- "desiderio deliberato (òrexis bouleutiké) di cose in nostro potere (tòn ef'emìn)", oppure
- "mente desiderativa" (noùs orektikòs) oppure
- "desiderio intellettualizzato" (òrexis dianoetiké), o ancora
- "scelta (àiresis) di qualcosa a preferenza di un'altra".

Ma parrebbe potersi intendere la prohaíresis aristotelica anche come "processo che porta al raggiungimento di un fine" oppure come "il piano iniziale del processo che porta al raggiungimento di un fine".
Aristotele, crede che l'uomo può agire tanto in accordo con la propria proairesi (katà prohaíresin) quanto in contrasto con la propria proairesi (parà prohaíresin).

## Epitteto e laproairesi
Epitteto invece è chiarissimo nel suo uso del termine proairesi al quale dà piena legittimità filosofica. La proairesi nella filosofia di Epitteto è la facoltà razionale il cui possesso differenzia l'uomo da tutte le altre creature viventi.
La proairesi è definita da Epitteto:
1. autoteoretica[7]
2. inasservibile[8]
3. insubordinabile[9]
4. capace di usare le rappresentazioni e di comprenderne l'uso[10]
5. facoltà alla quale tutte le altre facoltà umane sono subordinate[11]

### Manifestazione
La proairesi è pienamente all'opera quando l'uomo usa:
- desiderio e avversione
- impulso e repulsione
- assenso e dissenso.

### Applicazione
Epitteto mostra che la proairesi umana è strutturalmente operante attraverso due 'giudizi di giudizi' o 'supergiudizi' che si possono chiamare diairesi e controdiairesi.
La diairesi è il supergiudizio capace di distinguere ciò che è in nostro esclusivo potere (le cose proairetiche) e ciò che non lo è (le cose aproairetiche).
La controdiairesi è il supergiudizio opposto, il quale invece decreta proairetico ciò che è aproairetico, e dunque essere in nostro esclusivo potere ciò che non è in nostro esclusivo potere; oppure essere aproairetico ciò che invece è proairetico, dunque non essere in nostro esclusivo potere ciò che invece è in nostro esclusivo potere.
Ne consegue che per Epitteto la proairesi umana può atteggiarsi in due modi diversi: diaireticamente oppure controdiaireticamente. E siccome l'uomo è la sua proairesi ecco che, a differenza di Aristotele, per Epitteto comunque l'uomo agisca egli non può mai  agire in contrasto con la propria proairesi (parà prohaíresin).
Per riassumere, la comprensione che la proairesi ha del proprio uso delle rappresentazioni le lascia aperti due possibili atteggiamenti:
- quello di atteggiarsi secondo Diairesi
- quello di atteggiarsi secondo Controdiairesi.